# Pontypool
Pontypool ( em galês:  Pont-y-pŵl [ˌpɔntəˈpuːl] ) é uma cidade e o centro administrativo do condado de Torfaen, dentro dos limites históricos de Monmouthshire no sul do País de Gales. Tem uma população de 28.970.

## Cidades geminadas
Pontypool é geminada com as seguintes cidades:
- Condeixa, Portugal
- Bretten, Alemanha
- Longjumeau, França

Todas as quatro cidades são geminadas entre si e uma conferência de geminação e um festival da juventude são realizados todos os anos em uma das cidades.